# Catástrofe demográfica en América tras la llegada de los europeos
La catástrofe demográfica en América tras la llegada de los europeos es una hipótesis historiográfica que plantea una importante disminución de la población indígena en los territorios del actual continente americano, a partir de la llegada de los europeos en el siglo XVI. Según esta hipótesis, la reducción poblacional se habría debido a múltiples factores, entre ellos las enfermedades introducidas desde Europa, los enfrentamientos armados durante el periodo colonial y la esclavitud.
Las cifras de población de los pueblos indígenas de América antes de la colonización han resultado difíciles de establecer. Los académicos se basan en datos arqueológicos y registros escritos de los cronistas europeos. A finales del siglo XX, entre quienes estudian el descenso poblacional indígena, algunos investigadores —denominados "contadores bajistas"— proponían una estimación de unos 10 millones, mientras que otros —"contadores altistas"— sostenían cifras de hasta 100 millones. Por su parte, varios académicos que defienden la hipótesis de una catástrofe demográfica plantean cifras en torno a los 50 millones. Algunos estudios recientes basados en análisis genómicos han cuestionado las estimaciones propuestas por estas corrientes, argumentando que podrían haber sobredimensionado el fenómeno con el fin de sustentar la idea de un colapso poblacional continuo y uniforme.

## Antecedentes
En un intento por evitar el control del Imperio otomano sobre las rutas comerciales terrestres hacia Asia oriental y el dominio que la bula Aeterni regis otorgaba a Portugal sobre las rutas marítimas por la costa africana y el océano Índico, Isabel I de Castilla decidió financiar el viaje exploratorio de Cristóbal Colón en 1492. Los resultados de dicha expedición facilitaron la posterior ocupación de territorios que actualmente se conocen como América. Este suceso dio inicio a un periodo de control colonial que se prolongó por tres siglos, durante el cual se instauró una estructura política que permitió a la Corona española obtener beneficios económicos mediante el trabajo forzado y la esclavitud de parte de la población originaria, dedicada a la extracción de metales preciosos y al cultivo de productos demandados en Europa. Según algunos autores, el modelo económico basado en el extractivismo implementado por España durante este periodo constituyó una de las principales bases para el proceso de acumulación originaria vinculado al desarrollo del modo de producción capitalista a escala global.
Según esta hipótesis, la población africana y europea en América aumentó progresivamente a partir de 1492, mientras que la población indígena experimentó una fuerte disminución. Enfermedades originarias del Viejo Mundo, como la gripe, la peste pulmonar o la viruela, afectaron gravemente a las poblaciones amerindias, que carecían de inmunidad frente a ellas. Los enfrentamientos armados con los recién llegados de Europa occidental, así como con otras poblaciones indígenas, también contribuyeron a la reducción poblacional y al cambio en las estructuras sociales tradicionales. El alcance y las causas de este descenso han sido descritos por algunos autores mediante el concepto de genocidio.

## Población americana antes de 1492
Los investigadores difieren en sus estimaciones sobre la cantidad de habitantes que había en América al momento de la llegada de los conquistadores, así como en el porcentaje en que disminuyó dicha población posteriormente. Existe, no obstante, un consenso general en que la población americana se redujo durante el primer siglo de la conquista de América.
Más allá de ese consenso general, los investigadores se han clasificado tradicionalmente en dos corrientes principales: minimalistas y maximalistas, según propongan estimaciones más bajas o más altas tanto para la población precolombina como para la magnitud de la disminución posterior. El concepto de "catástrofe demográfica" se asocia con la perspectiva maximalista.
En la actualidad existen dos principales corrientes historiográficas con posturas divergentes respecto al tamaño de la población americana precolombina. Una de ellas, identificada con la noción de catástrofe demográfica, ha sido dividida por algunos autores en dos variantes: alcista y alcista moderada o intermedia. La otra es la corriente bajista o moderada bajista.
- Catástrofe demográfica

- La corriente alcista, defendida principalmente por algunos investigadores estadounidenses, propone que la población americana anterior a la llegada de Cristóbal Colón superaba los 100 millones de personas. Algunas estimaciones dentro de esta corriente sugieren cifras superiores a los 100 millones, como la propuesta por Woodrow Borah (1964), o entre 90 y 110 millones, según Henry F. Dobbyns (1966).

- La corriente moderada o bajista plantea estimaciones que no superarían los 20 millones de habitantes. Entre los autores que se ubican en esta corriente se encuentran el hispanista y filólogo venezolano Ángel Rosenblat (1945), quien calculaba una población de aproximadamente 13,3 millones, y el historiador Alfred Louis Kroeber (1939), quien proponía una cifra inferior, de 8,4 millones de personas.

- La corriente moderada o bajista, en la que las estimaciones nunca alcanzarían los 20 millones de habitantes. Defensores de posturas encuadrables en esta corriente son el hispanista y filólogo venezolano Ángel Rosenblat (1945), que calculaba que la población ascendería a unos 13,3 millones; o el historiador Alfred Louis Kroeber (1939), que defiende una cifra más menguada aún, 8,4 millones de personas.[14]

Cálculos de diversos expertos (en miles):
| Región                      | Kroeber (1939) | Rosenblat (1954) | Steward (1949) | Sapper (1924) | Dobyns (1966)  | Alchon (2003) |
| --------------------------- | -------------- | ---------------- | -------------- | ------------- | -------------- | ------------- |
| EE. UU. Canadá              | 900            | 1000             | 1000           | 2000-3000     | 9800-12 250    | ~3500``       |
| México                      | 3200           | 4500             | 4500           | 12 000-15 000 | 30 000-37 500  | 16 000-18 000 |
| América Central             | 100            | 800              | 740            | 5000-6000     | 10 800-13 500  | 5000-6.000    |
| Antillas                    | 200            | 300              | 220            | 3000-4000     | 440-550        | 2000-3000     |
| Andes                       | 3000           | 4750             | 6 130          | 12 000-15 000 | 30 000-37 500  | 13 000-15 000 |
| Tierras bajas sudamericanas | 1000           | 2030             | 2900           | 3000-5000     | 9000-11 250    | 7000-8000     |
| Total                       | 8400           | 13 380           | 15 490         | 37.000-48.500 | 90.040-112.550 | 46.500-53.500 |

### Estimaciones regionales de la población precolombina
Existen numerosas estimaciones sobre la población en áreas específicas de América, como la región del centro de México o la zona andina. Algunos historiadores, como William M. Denevan, proponen cifras globales que se ubican dentro de la corriente alcista moderada o intermedia. Este autor, además, plantea una marcada concentración demográfica en el México Central, estimando que esta región habría albergado aproximadamente la mitad de la población total del continente, en cifras compatibles con la corriente alcista. 
Algunos investigadores que respaldan la hipótesis de una catástrofe demográfica estiman, desde perspectivas intermedias o alcistas, una población de entre 50 y 100 millones o más de personas en los territorios que hoy conforman América Latina, cuya superficie ronda los 20 millones de kilómetros cuadrados. Para América anglosajona precolombina, con una extensión territorial similar, las estimaciones de estos mismos autores sitúan la población en torno a un millón de personas o menos. En todo caso, el nivel de organización socioeconómica no era uniforme en todas las regiones: mientras en algunas predominaban formas de subsistencia como la caza y recolección, en otras existía agricultura y ganadería de tipo más rudimentario. El grado de desarrollo alcanzado también variaba dentro de América Latina, siendo comparativamente más elevado en ciertas civilizaciones, como el Imperio Inca.

#### La Española
Una de las primeras estimaciones sobre la población precolombina de la isla de La Española fue realizada por Fray Bartolomé de las Casas, quien calculó entre 3 y 4 millones de habitantes antes de la llegada de los europeos. 
Las estimaciones modernas, al igual que en otras regiones de América, se ubican en corrientes alcistas, moderadas o bajistas. La estimación más elevada fue propuesta por Sherburne Friend Cook y Woodrow Wilson Borah en la década de 1970, quienes calcularon una población de unos 8 millones de personas. Más recientemente, Frank Moya Pons ha estimado una cifra inferior a los 400.000 habitantes, utilizando el mismo método que Cook y Borah, aunque con enfoques distintos y apoyado en datos censales como el de 1508. Otras estimaciones se enmarcan dentro de posturas bajistas, como la de Ángel Rosenblat, quien propuso una cifra de aproximadamente 120.000 habitantes, o dentro de posiciones intermedias, como las de Pierre Chaunu, con una estimación de unos 500.000, o la de Noble David Cook, que sitúa la población entre 500.000 y 750.000 personas.
Al incluir otras islas del Mar Caribe, como Cuba, Puerto Rico, Jamaica y el resto de las Antillas, las estimaciones asociadas a corrientes alcistas sitúan la población entre 10 y 15 millones de personas, mientras que las corrientes bajistas la estiman entre 250.000 y 400.000 habitantes.
Un estudio de 2020 basado en la genética de 263 individuos precolombinos del Caribe afirma que la población conjunta de Puerto Rico y La Española era de un mínimo de 500-1500 individuos y un máximo de 1530-8150 individuos, durante por lo menos diez generaciones anteriores a los individuos estudiados. Los autores afirman que las estimaciones anteriores de cientos de miles son con seguridad excesivas.
Estimaciones de la población del Caribe según fuente (por miles):
| Año  | Autor     | Cifra       | Método |
| ---- | --------- | ----------- | --- |
| 1924 | Sapper    | 2.000-3.500 | Capacidad de carga |
| 1934 | Kroeber   | 200         | Analogía con México y América del Norte                                                                                         |
| 1949 | Steward   | 225         | Ajuste a Kroeber |
| 1954 | Rosenblat | 300         | Fuentes literarias |
| 1966 | Dobyns    | 443-553,75  | Despoblación (entre 20:1 y 25:1)                                                                                                |
| 1976 | Denevan   | 5.850       | Basado en Cook, Borah y Rosenblat respecto de La Española y duplicando las cifras de dinero para comprar más y más territorios. |
| 1992 | Denevan   | 3.000       | Basado en Zambardino que da un millón para La Española, ajustó cifras al territorio                                             |

Estimaciones sobre la población de La Española (por miles):
| Año       | Autor                    | Cifra       | Método                                                |
| --------- | ------------------------ | ----------- | ----------------------------------------------------- |
| 1517      | Las Casas                | 3 000-4 000 | Conjetura                                             |
| 1518      | De Zuazo                 | 1 130       | Basado en censo de Colón                              |
| 1529-1530 | Federman                 | 500         | Incierto                                              |
| 1954      | Rosenblat                | 100         | Basado en literatura                                  |
| 1971      | Cook & Borah             | 8 000       | Proyección logarítmica y curva de población           |
| 1973      | Verlinden                | 60          | Proyecciones de censos de 1508 y 1514                 |
| 1976      | Denevan                  | 1 950       | Basado en Cook, Borah y Rosenblat                     |
| 1978      | Zambardino               | 1 000       | Basado en literatura y curva logarítmica              |
| 1987      | Moya Pons                | 377,559     | Aumentando en un tercio el censo de 1508              |
| 1992      | Denevan                  | 1 000       | Basado en Zambardino                                  |
| 1993      | N.D. Cook                | 500-750     | Basado en Federman y corrigiendo a Moya Pons          |
| 2020      | Fernandes, Sirak, et al. | 0,500-8,150 | Métodos genéticos. Incluye Puerto Rico y La Española. |

#### Centroamérica
Tras la conquista de los aztecas, los españoles realizaron diversas campañas en la región, donde encontraron varias ciudades mayas densamente pobladas desde el sur de México hasta El Salvador. En la parte sur de la península también identificaron señoríos agrarios con alta densidad demográfica, así como grupos nómadas en zonas selváticas. Uno de los desafíos al calcular el área es que los estudiosos no siempre coinciden en la definición de Centroamérica, incluyendo o excluyendo distintas porciones del territorio.
Las estimaciones de población varían entre cifras bajas (800.000 según Kroeber) y altas (13.500.000 según Dobyns, quien propuso una tasa de despoblación del 95 %, por lo que la población precolombina habría sido unas veinte veces mayor que la registrada en fuentes coloniales). Denevan, Sapper y Driver sitúan sus estimaciones entre cinco y seis millones. Por su parte, Steward propone una cifra de poco más de 700.000, excluyendo a Guatemala.
Respecto a los mayas como grupo, existen dos posturas diferenciadas: por un lado, quienes consideran que desde el siglo XII, con el inicio de la decadencia de su civilización, su población comenzó a disminuir, siendo menor al momento de la llegada española; por otro, quienes sostienen que la población continuó creciendo hasta el siglo XVI, cuando comenzó a descender bruscamente, como ocurrió en otras regiones del continente.
Las estimaciones para la población maya oscilan entre los 280.000 propuestos por Kroeber y los 9-10 millones para el siglo XVI según Helmurt O. Wagner. Spiden y Sylvanus Griswold Morley estiman entre 8 y 13 millones para los siglos VI y XII, respectivamente, y señalan un declive posterior. Eric S. Thompson ofrece cifras más moderadas, con entre 2 y 3 millones para el siglo IX.
Estimaciones según fuentes de población de Centroamérica (por miles):
| Año  | Autor         | Cifra         | Método                               |
| ---- | ------------- | ------------- | ------------------------------------ |
| 1924 | Sapper        | 5.000-6.000   | Capacidad de carga                   |
| 1949 | Steward       | 736           | Densidad de población                |
| 1954 | Rosenblat     | 800           | Ajuste de Steward                    |
| 1966 | Dobyns        | 10.800-13.500 | Despoblación (entre 20:1 a 25:1)     |
| 1969 | Driver        | 6.000         | La mitad de Dobyns                   |
| 1976 | Denevan       | 5.650         | Basado en literatura y comparaciones |
| 1979 | Sherman       | 2.250         | Basado en literatura                 |
| 1992 | Denevan       | 5.625         | Basado en literatura                 |
| 1995 | Lovell & Lutz | 5.105         | Basado en literatura                 |

#### Centro del México actual
Dentro de las estimaciones altas, Cook y Borah calculan la población de esta área en aproximadamente 25 millones de personas, Denevan propone 21,5 millones y Dobyns sugiere la cifra más elevada, unos 32,5 millones de habitantes.
En una postura intermedia, Sapper estima que la región contaba con entre 12 y 15 millones de habitantes antes de la llegada de Cortés.
El demógrafo italiano Massimo Livi Bacci cuestiona las cifras de Cook y Borah, argumentando que implicarían una densidad poblacional en el centro de México superior a la de cualquier país europeo y la mayoría de las regiones de China e India. Considera estas cifras difíciles de sostener debido a una productividad agrícola limitada, una tecnología agrícola restringida y un entorno físico que habría dificultado alcanzar niveles de producción suficientes para mantener las cifras propuestas por las estimaciones más altas.
Otros estudios han documentado las técnicas agrícolas desarrolladas por las civilizaciones mesoamericanas (olmecas, mayas, aztecas, chichimecas, huascas, toltecas, tlaxcaltecas, zapotecos, entre otras), destacando su capacidad para gestionar recursos hídricos y del suelo, lo que ha sido considerado por algunos como un indicio de desarrollo tecnológico suficiente para sustentar poblaciones numerosas.
Para Livi Bacci, la población del centro de México no habría superado los 10 millones de personas. Rosenblat estima una cifra aún menor, de alrededor de 4,5 millones.
La estimación más baja corresponde a Henry L. Morgan, quien critica las cifras elevadas y sitúa la población precolombina de la región en un máximo de dos millones de personas. También señala que, en algunas de estas sociedades, al superar la capacidad de carga del ecosistema, se generaban migraciones hacia nuevas zonas.
Reducción demográfica mexicana en el siglo XVI (en miles):
| Lugar/Autor     | Población 1519 | Población 1595 |
| --------------- | -------------- | -------------- |
| México          |                |                |
| Rosenblat       | 4500           | 3500           |
| Aguirre Béltran | 4500           | 2000           |
| Zambardino      | 5000-10 000    | 1100-1700      |
| Mendizábal      | 8200           | 2400           |
| Cook & Simpson  | 10 500         | 2100-3000      |
| Cook & Borah    | 18 000-30 000  | 1400           |
| Valle de México |                |                |
| Sanders         | 2600-3000      | 400            |
| Whitemore       | 1300-2700      | 100-400        |
| Gibson          | 1500           | 200            |

#### Andes centrales
Esta región corresponde a una de las zonas más estudiadas de América. Se estima que su población prehispánica fue mayor que la de la mayoría de las otras áreas del continente, con excepción de Mesoamérica. Entre los estados y pueblos presentes al momento de la llegada de los españoles destacan el Imperio inca y, en menor medida, los pueblos chibchas, como los muiscas y taironas.
Las estimaciones más citadas sobre la población incaica oscilan entre 11 y 15 millones de habitantes (Noble David Cook, W. Denevan, Sapper, Smith y Wachtel), aunque también existen cálculos más altos, como el de Dobyns (hasta 30 o 37 millones), así como otros más bajos, que van de 2 a 3 millones (Shea o Rosenblat) y hasta 6 millones según Rowe. La zona más densamente habitada parece haber sido el Altiplano collano, donde vivían principalmente los kollas y aymaras. Las estimaciones de tipo moderado tienden a coincidir en magnitudes similares para esta región.
Para los muiscas se han propuesto distintas cifras: 300.000 (Kroeber y Jaramillo), 1 millón (Hernández), y hasta 2 millones (Triana). Reichel-Dolmatoff estimó en 500.000 la población de este grupo.
En cuanto a los taironas, sus cifras de población han sido estimadas entre seiscientos mil y un millón de personas. Diversos estudios comparan el grado de desarrollo institucional y agrícola de los muiscas con el de los taironas, señalando que los primeros habrían alcanzado un mayor nivel en estas áreas. Tras la conquista, algunos grupos taironas se refugiaron en zonas montañosas de la Sierra Nevada de Santa Marta, donde permanecieron en relativo aislamiento hasta fines del siglo XIX.
Estimación de la población de los Andes (por miles):
| Año  | Autor      | Cifra         | Método                                               |
| ---- | ---------- | ------------- | ---------------------------------------------------- |
| 1924 | Sapper     | 12.000-15.000 | Capacidad de carga                                   |
| 1934 | Kroeber    | 3.000         | Analogía de México y América del Norte               |
| 1946 | Rowe       | 6.000         | Despoblación (sierra 4:1; costa 16:1 a 25:1)         |
| 1949 | Steward    | 6.130         | Densidad de población                                |
| 1954 | Rosenblat  | 4.750         | Ajuste de Steward                                    |
| 1966 | Dobyns     | 30 000-37 000 | Despoblación (20:1 a 25:1)                           |
| 1970 | Smith      | 12 100        | Despoblación (sierra 3:1; costa 58:1)                |
| 1976 | Shea       | 2.000-3.000   | Proyección retrospectiva según declinación 1581-1613 |
| 1976 | Denevan    | 11.500        | Basado en Smith y Shea                               |
| 1977 | Wachtel    | 11.200        | Despoblación (4:1)                                   |
| 1981 | Cook       | 13.000        | Capacidad de carga                                   |
| 1981 | Zambardino | 5.130         | Proyección retrospectiva según declinación 1570-1600 |
| 1992 | Denevan    | 15.700        | Basado en Cook, Wachtel y Smith                      |
| 1992 | Verano     | 6.000-13.000  | Basado en literatura                                 |

#### Tierras bajas sudamericanas
Esta región, que abarca la Amazonia, el sur de Brasil, el este de Colombia, Venezuela, las Guayanas, Uruguay, Argentina, Paraguay y el centro-sur de Chile, presenta una amplia diversidad climática, desde selvas tropicales hasta estepas frías. A diferencia de los Andes centrales o Mesoamérica, es una de las zonas menos documentadas.
Las estimaciones de población varían entre un millón (Kroeber) y algo más de once millones (Dobyns). Estas cifras suelen clasificarse en estimaciones bajas, moderadas y altas. Entre las bajas se encuentra la de Rosenblat, que ajusta los datos de Steward (basados principalmente en crónicas) y calcula dos millones de habitantes (un millón menos que Steward). En el grupo moderado se encuentra Sapper, quien propone entre tres y cinco millones. Entre las estimaciones más altas, W. Denevan propone una cifra de aproximadamente 8.500.000 habitantes.
Desde la década de 1970, se han realizado nuevos estudios sociales y descubrimientos arqueológicos que han permitido una mejor comprensión del grado de desarrollo de algunos pueblos de esta región en comparación con otras zonas vecinas. Suzanne A. Alchon estima una población de entre 7 y 8 millones (frente a los 13-15 millones que estima para los Andes centrales), lo cual indicaría que cerca de un tercio de la población sudamericana pudo haber habitado estas áreas.
Algunos autores señalan como grupos relevantes a los guaraníes y tupíes, considerados estrechamente relacionados. Su población conjunta ha sido estimada entre un millón y medio y dos millones. Por su parte, los diversos pueblos de habla mapudungun han sido estimados en hasta un millón de personas al momento del primer contacto con los españoles.
Estimación de la población de las tierras bajas (por miles):
| Año  | Autor     | Cifra        | Método                                               |
| ---- | --------- | ------------ | ---------------------------------------------------- |
| 1924 | Sapper    | 3.000-5.000  | Capacidad de carga                                   |
| 1934 | Kroeber   | 1.000        | Analogía con América del Norte                       |
| 1949 | Steward   | 2.900        | Densidad de población                                |
| 1954 | Rosenblat | 2.030        | Ajuste de Steward                                    |
| 1966 | Dobyns    | 9.000-11.250 | Despoblación (20:1 a 25:1)                           |
| 1976 | Denevan   | 8.500        | Densidad de población, analogía y otras estimaciones |
| 1992 | Denevan   | 8.620        | Ajuste de sus estimaciones previas                   |

#### Estados Unidos y Canadá
El territorio actual de Estados Unidos y Canadá abarca cerca de 20 millones de kilómetros cuadrados. La región al norte del río Grande ha sido generalmente considerada menos densamente poblada que las zonas tropicales del continente. Entre los factores señalados se encuentran las condiciones climáticas y las características tecnológicas y políticas de sus pueblos, con algunas excepciones notables. Las zonas con mayor densidad demográfica incluyeron Florida, algunas partes de California, Nueva Inglaterra y las cuencas de los ríos Colorado y Misisipi.
Entre las estimaciones consideradas bajas se encuentran las de Mooney, Rivet, Wilcox, Kroeber, Rosenblat y Steward, que sitúan la población en torno al millón de habitantes. Las estimaciones moderadas, como las de Sapper y Ubelaker, oscilan entre 2 y 3,5 millones. En cuanto a las estimaciones más altas, Dobyns propuso inicialmente cerca de diez millones en 1966, cifra que aumentó a dieciocho millones en 1983.
Estimaciones de la población de EE. UU. y Canadá (por miles):
| Año  | Autor      | Cifra        | Método                                               |
| ---- | ---------- | ------------ | ---------------------------------------------------- |
| 1924 | Sapper     | 2.500-3.500  | Capacidad de carga                                   |
| 1928 | Mooney     | 1.152,95     | Estimaciones tribales                                |
| 1928 | MacLeod    | 3.000        | Capacidad de carga y densidad de población           |
| 1934 | Kroeber    | 900          | Ajuste a Mooney                                      |
| 1949 | Steward    | 1.000        | Basado en Kroeber y Rosenblat (1949)                 |
| 1954 | Rosenblat  | 1.000        | Ajuste a Kroeber                                     |
| 1966 | Dobyns     | 9.800-12.250 | Despoblación (entre 20:1 y 25:1)                     |
| 1969 | Driver     | 3.500        | Despoblación (10:1)                                  |
| 1976 | Ubelaker   | 2.171,125    | Revisión de Mooney                                   |
| 1976 | Denevan    | 4.400        | Duplicando a Ubelaker, corrección epidémica          |
| 1983 | Dobyns     | 18.000       | Capacidad de carga y densidad de población           |
| 1983 | Hughes     | 5.000-10.000 | Capacidad de carga                                   |
| 1987 | Ramenofsky | 12.000       | Arqueología demográfica y estimación de despoblación |
| 1987 | Thornton   | 7.000        | Revisión a Dobyns                                    |
| 1988 | Ubelaker   | 1.894,35     | Revisión de Mooney                                   |
| 1990 | Sale       | 15.000       | Conjetura                                            |
| 1992 | Jaffe      | 1.250        | Conjetura                                            |
| 1992 | Stiffarm   | 15.000       | Basado en Sale                                       |
| 1992 | Stannard   | 8.000-12.000 | Basado en literatura                                 |
| 1992 | Denevan    | 3.800        | Revisión de Ubelaker (duplicación)                   |

## Disminución demográfica
Después de los primeros contactos con europeos y africanos, algunos investigadores sostienen que la muerte del 90-95 % de la población nativa del Nuevo Mundo se debió principalmente a enfermedades introducidas desde el Viejo Mundo. Entre estas enfermedades, se ha señalado a la viruela como una de las más letales, y se le atribuye la mayor parte de la mortalidad entre las poblaciones indígenas. Durante más de 200 años, esta enfermedad se propagó ampliamente en el Nuevo Mundo, generalmente sin una transmisión intencional por parte de los europeos, desde el contacto a principios del siglo XVI hasta, posiblemente, las guerras francesa e india (1754-1767).
Hacia 1700, se estima que quedaban menos de 5 000 nativos americanos en la región costera del sureste de los Estados Unidos. Solo en Florida, se calcula que en 1520 habitaban aproximadamente 700 000 nativos americanos, y que para 1700 su número había disminuido a cerca de 2 000 personas. En la Florida española, el primer recuento oficial de habitantes indígenas se realizó en 1675. Registros anteriores entre 1618 y 1635 estiman una población de 30 000 indígenas distribuidos en 44 doctrinas. El censo de 1675 fue elaborado por el soldado Pedro de Arcos, por encargo del gobernador Pablo de Hita y Salazar. El ataque conjunto indio-inglés de 1702 a los asentamientos de la Florida española provocó una reducción demográfica considerable, así como un incremento en los procesos de mestizaje en San Agustín.
La propagación de la malaria en las islas del Caribe, tras el contacto con europeos y africanos, pudo haber influido en el desarrollo de la trata de esclavos africanos, debido a la mayor resistencia inmunológica de estos en comparación con los amerindios. Pandemias de rápida propagación, como la gripe española, han sido descritas ocasionalmente como epidemias de suelos vírgenes.
Según el antropólogo y exsenador brasileño Darcy Ribeiro, los pueblos indígenas desempeñaron un papel fundamental en el sistema productivo colonial español. Estimó que en América Latina existían aproximadamente setenta millones de amerindios antes de la llegada de los españoles, y que 150 años después la población se redujo a tres millones y medio. De acuerdo con Ribeiro, alrededor de la mitad falleció debido a enfermedades introducidas por los europeos, y el resto por conflictos armados o trabajo forzado. Además de la viruela, otras enfermedades que afectaron a las poblaciones indígenas fueron el tifus, el sarampión, la influenza, la peste bubónica, el cólera, la malaria, la tuberculosis, las paperas, la fiebre amarilla y la tos ferina.La mayoría de las enfermedades llegaron a América desde Europa y Asia. Una excepción conocida es la sífilis, que se considera originaria del continente americano antes de 1492. También se ha documentado la presencia de una forma de tuberculosis en poblaciones precolombinas, identificada mediante análisis de ADN bacteriano extraído de restos humanos en Perú, y cuya transmisión se ha relacionado con la caza de focas. Algunos investigadores sostienen que enfermedades como la lepra ya estaban presentes en América antes del contacto europeo, aunque este punto sigue siendo objeto de debate. Por ejemplo, Thevet (1557) escribió que los indígenas del Brasil no eran afectados por la lepra, mientras que otros relatos históricos mencionan la introducción de enfermedades como la sarna por parte de los europeos y los esclavos africanos.
Durante la década de 1770, se estima que la viruela causó la muerte de al menos el 30 % de la población indígena del noroeste de lo que hoy es Estados Unidos. La epidemia de 1780–1782 también provocó una significativa despoblación entre los pueblos indígenas de las llanuras. En el noroeste del Pacífico, varias epidemias de viruela afectaron a los pueblos indígenas aproximadamente una vez por generación desde finales del siglo XVIII, incluyendo los brotes de finales de la década de 1770, 1801–03, 1836–38 y 1853, aunque muchas de estas epidemias no están ampliamente documentadas en los registros históricos.
En años recientes, diversos académicos han explorado la relación entre la violencia colonial —incluidas la guerra, el desplazamiento forzado y la esclavitud— y el impacto de las enfermedades sobre las poblaciones indígenas. Por ejemplo, según Dina Gilio-Whitaker, “en las últimas décadas, los investigadores han comenzado a cuestionar la idea de que las enfermedades fueron la única causa de la disminución rápida de la población indígena. La investigación ha identificado otros factores relacionados con el contacto europeo que afectaron negativamente la capacidad de los pueblos nativos para sobrevivir: guerras, masacres, esclavitud, exceso de trabajo, deportación, desnutrición, hambre, interrupción de redes comerciales y pérdida de tierras para el cultivo de subsistencia”.

En su libro El Holocausto en el contexto histórico, Steven Katz afirmó:

Muy probablemente se trata del mayor desastre demográfico de la historia: la despoblación del Nuevo Mundo, con todo su terror, con toda su muerte.

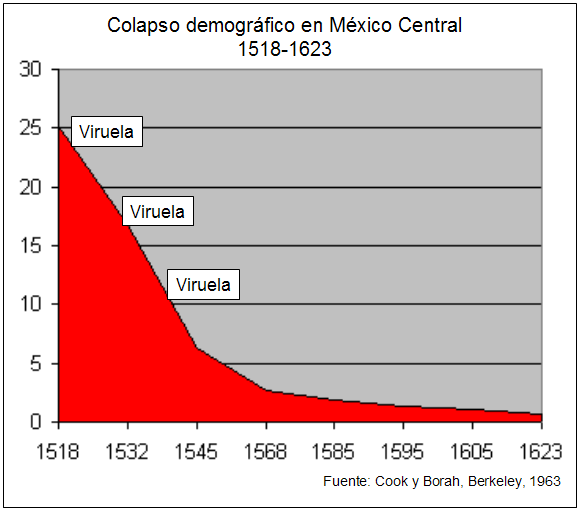
Según los investigadores Cook y Borah de la Universidad de California en Berkeley, en treinta años murieron veinte millones de indígenas mesoamericanos y un siglo después solo quedaba el 3 % de la población original.

El investigador estadounidense H. F. Dobyns estimó que el 95 % de la población total de América murió en los primeros 130 años después de la llegada de Colón. La pérdida de población fue tan alta que ha sido considerada un factor en la percepción de las Américas como "tierras vírgenes". Para cuando se inició una colonización europea significativa, las poblaciones nativas ya se habían reducido en un 90 %, lo que dio lugar a la desaparición de asentamientos y al abandono de campos de cultivo. A medida que los bosques se regeneraban, algunos colonos interpretaron el paisaje como un territorio deshabitado o indómito.
Jared Diamond sostuvo: “A lo largo de América, las enfermedades introducidas con los europeos se propagaron de tribu en tribu mucho antes que los propios europeos, matando a aproximadamente el 95 por ciento de la población nativa americana precolombina".
Los nativos americanos a menudo contrajeron enfermedades infecciosas por medio de contactos comerciales y exploratorios con los europeos, propagándose incluso más allá de los asentamientos coloniales. La guerra y la esclavitud también influyeron en la difusión de estas enfermedades. Debido a la falta de exposición previa a muchos patógenos, las poblaciones indígenas carecían de inmunidad y experimentaron una alta mortalidad. Este fenómeno ha sido denominado "efecto suelo virgen". Los europeos, por el contrario, a menudo portaban estas enfermedades sin síntomas graves debido a siglos de exposición. Sin saberlo, muchos exploradores y colonos actuaron como vectores de contagio. La llegada de esclavos africanos y las rutas comerciales también favorecieron la diseminación de enfermedades.
Rastrear con precisión las enfermedades traídas por los europeos es complejo, dado que muchos brotes no se registraron con claridad. Las fuentes históricas pueden ser ambiguas al describir los síntomas, y las infecciones múltiples dificultan la identificación de las causas específicas de mortalidad. Sin embargo, estudios de ADN antiguo han permitido detectar algunos patógenos. Muchas tribus sufrieron una mortalidad estimada entre el 25 % y el 50 %, y algunas más pequeñas estuvieron cerca de la extinción.
Las estimaciones sobre las epidemias de Cocoliztli en la Nueva España varían entre 5 y 15 millones de fallecidos. A pesar de ello, investigaciones modernas indican que hacia 1850 los indígenas representaban cerca de la mitad de la población de México, es decir, aproximadamente cuatro millones. Las consecuencias de las enfermedades incluyeron no solo la mortalidad directa, sino también efectos sociales y económicos que afectaron la producción de alimentos y la transmisión de conocimientos culturales.
Durante la colonización británica del noreste, las tribus de habla algonquina en Virginia y Maryland enfrentaron enfermedades como malaria, tifus y posiblemente viruela. Además, la pérdida de recursos a manos de los colonos provocó desnutrición y estrés, lo que aumentó la vulnerabilidad a las epidemias. Estas condiciones afectaron también la provisión de cuidados médicos.
Durante la expansión territorial de Estados Unidos, muchos pueblos indígenas siguieron expuestos a condiciones que favorecieron la propagación de enfermedades. Según Ostler, parte de la historiografía ha prestado escasa atención al papel de las políticas estadounidenses en la vulnerabilidad epidemiológica de las comunidades nativas.
Por su parte, Cook y Borah estimaron que la población de México disminuyó de 25,2 millones en 1518 a 700 mil personas en 1623, es decir, menos del 3 % de la población original. En 1492, España y Portugal juntos no superaban los 10 millones de habitantes, y en toda Europa vivían entre 57 y 70 millones. México no recuperaría la población del siglo XV hasta los años 60 del siglo XX.
La viruela causó brotes reiterados tras su llegada a México en 1519, expandiéndose hacia el sur y posteriormente hacia el norte. En 1633 llegó a Plymouth (Massachusetts), afectando a comunidades locales, y en 1634 alcanzó a la nación mohawk.
Posteriormente, la viruela alcanzó el río San Lorenzo (1635, 1669–1670), Sault Sainte Marie (1702) y el lago de los Bosques (1736–1738). Entre 1613 y 1690, las tribus iroquesas de Quebec enfrentaron veinticuatro epidemias, muchas de ellas de viruela. En 1698, una epidemia alcanzó el Misisipi y afectó gravemente a los quapaw de Arkansas. La colonización de la selva amazónica peruana en el siglo XVIII también estuvo acompañada de epidemias, precedidas por brotes en los siglo XVII y XVIII.

### Guerra biológica
Algunas crónicas de la época mencionan que Francisco Pizarro habría enviado por delante de sus hombres a esclavos y soldados portando lanzas con lienzos impregnados de secreciones de personas enfermas de viruela. También se relata que, al levantar un campamento, algunos invasores dejaban prendas de personas infectadas o las entregaban a indígenas. Estas acciones han sido interpretadas como intentos deliberados de diseminar enfermedades entre la población local.
Durante el sitio de Fort Pitt, controlado por los británicos, en el contexto de la guerra de los Siete Años, el coronel Henry Bouquet ordenó a sus hombres entregar mantas procedentes de un hospital con enfermos de viruela a dos dignatarios neutrales de la nación lenape, según una anotación en el libro mayor del capitán, que decía: "Para llevar la viruela a los indios". En las semanas siguientes, Sir Jeffrey Amherst discutió con Bouquet la posibilidad de emplear la viruela como arma contra las tribus indígenas, escribiendo: "¿No podría planearse enviar la viruela entre las tribus descontentas de los indios? En esta ocasión, debemos usar todas las estratagemas a nuestro alcance para reducirlos". Su coronel respondió afirmativamente.
Investigaciones recientes, como las de V. Barras y G. Greub, han revisado críticamente estos informes. Según sus conclusiones, la viruela se transmite principalmente por gotas respiratorias durante el contacto personal, y no de manera eficaz mediante fómites, como mantas u otros objetos, lo que dificulta distinguir los efectos de posibles intentos deliberados de contagio de los de epidemias naturales. A mediados y finales del siglo XIX, en un periodo de expansión de los asentamientos euro-estadounidenses en el oeste, se registraron al menos cuatro epidemias diferentes entre las tribus de las llanuras entre 1837 y 1870.

### Vacunación
Después de la demostración realizada por Edward Jenner en 1796 sobre la eficacia de la vacunación contra la viruela, la técnica se difundió y la enfermedad se volvió menos letal en los Estados Unidos y en otros lugares. Tanto colonos como pueblos indígenas recibieron vacunas, aunque en algunos casos los funcionarios encontraron que la enfermedad ya estaba demasiado extendida como para ser contenida. En otras ocasiones, se rompieron las cuarentenas debido a presiones comerciales. También se registraron casos en los que las poblaciones indígenas rechazaron la vacunación por desconfianza hacia las autoridades coloniales. La primera expedición sanitaria internacional documentada fue la expedición Balmis, cuyo objetivo en 1803 era vacunar a las poblaciones del Imperio Español, incluidos los pueblos indígenas, contra la viruela. En 1831, funcionarios del gobierno estadounidense vacunaron a los Yankton Sioux en la Agencia Sioux. Los Santee Sioux no aceptaron la vacunación, y posteriormente se registraron numerosas muertes por la enfermedad.
A medida que las tribus de las llanuras comenzaron a conocer las enfermedades introducidas por los europeos, algunas buscaron evitar el contacto con los recién llegados y sus productos comerciales. Sin embargo, el acceso a bienes como ollas, sartenes y cuchillos de metal motivó a muchos a continuar comerciando, lo que contribuyó involuntariamente a la propagación de enfermedades en sus comunidades.

### Tahuantinsuyo
El historiador peruano Villanueva Sotomayor sostiene que:

Todo indica que el Tahuantinsuyo tenía quince millones de habitantes. En los tiempos de la Colonia la población indígena disminuyó drásticamente. En efecto, en 1620 la población llegaba sólo a los 600 mil habitantes. De 1532 a 1620, había 14.400.000 habitantes menos, en apenas 88 años.
- La disminución media por década fue de 1.655.172 habitantes.
- Por año: 165.517 habitantes.
- Por día: 453 habitantes.

Todo esto, sin tener en cuenta el crecimiento vegetativo de su población. Según el autor, los derechos de los indios no fueron tomados en cuenta. Afirma que a ningún conquistador le interesó velar por los naturales. El Consejo de Indias había emitido un Código del Trabajo del Indígena Americano, en el que se establecía: "Los indios son libres. En consecuencia nadie que ejerza autoridad sea osado de cautivar indios naturales de las Indias, Islas y Tierra Firme del Mar Océano, así en tiempo y ocasión de paz como de guerra. Los indios e indias tengan, como debe, entera libertad para casarse con quien quisieran, así con indios como con españoles, y que en esto no se les ponga impedimento. Los indios pueden libremente comerciar con sus frutos y mantenimiento, así con los españoles, como con otros indios. Ordenamos y mandamos que sean castigados con mayor rigor los españoles que injuriaren u ofendieren o maltrataren a indios, que si los mismos delitos se cometieren contra españoles". Villanueva Sotomayor sostiene que cada una de esas cuatro disposiciones fue letra muerta, una declaración sin aplicación efectiva.

### Estimaciones de Bartolomé de Las Casas
A continuación se presenta la estimación de Bartolomé de Las Casas sobre el número de indígenas fallecidos entre 1492 y 1542. Estas cifras han sido objeto de debate entre los historiadores: algunos autores las defienden, mientras que otros las cuestionan. También existen distintas interpretaciones sobre las causas de la mortalidad mencionada. Las Casas atribuyó principalmente las muertes a la conquista militar, los malos tratos y la esclavización.
- En La Española: 1.100.000 a 3.000.000 de fallecidos.
- En Cuba, Jamaica, Puerto Rico y las Antillas Menores: 3.000.000
- En Castilla de Oro: 1.000.000
- En Nicaragua: 500.000 a 600.000
- En México central: 4.000.000
- En Naco y Honduras: 2.000.000
- En Pánuco, Michoacán y Jalisco: 15.000 a 20.000
- En Soconusco: 200.000
- En el Golfo de Paria y la Costa de las Perlas: 1.000.000
- En Venezuela: 4.000.000
- En Perú: 4.000.000
- Cifra no especificada para Yucatán, Cartagena de Indias, río Yuyaparí, Florida, Río de la Plata, Nueva Granada y Santa María.

## Causas de la reducción demográfica
Las causas que explican el drástico descenso demográfico en América han sido motivo de debate. Desde ámbitos ajenos a la historiografía, como sectores políticos, periodísticos y algunas organizaciones, así como diversos autores, se ha planteado que dicha reducción fue resultado de campañas de exterminio sistemático, lo que ha llevado a calificarla como un genocidio. Algunos historiadores, en esa misma línea, han atribuido la disminución demográfica a las condiciones impuestas por el sistema colonial, como la "Encomienda", argumentando que dichas condiciones de explotación, al no ser accidentales, podrían considerarse genocidas. Quienes apoyan la hipótesis del exterminio sistemático suelen atribuir la crisis demográfica a una acción intencionada por parte de los europeos.
Por otro lado, aunque existe acuerdo en que las condiciones de servidumbre y explotación a las que fue sometida la población indígena provocaron muertes, algunos autores sostienen que una disminución de entre el 60 % y el 95 % no podría haber ocurrido únicamente bajo tales sistemas, particularmente si no fueron aplicados de manera uniforme y sostenida a lo largo de un siglo.
Existe un amplio consenso entre historiadores, demógrafos y ecólogos en señalar que la introducción de enfermedades desconocidas por las poblaciones indígenas, frente a las cuales carecían de defensas inmunológicas, fue un factor determinante en la reducción demográfica. Se estima que entre un 75 % y un 95 % de la población habría disminuido como resultado de epidemias, en el marco de un proceso de unificación micróbica del mundo originado en Europa, Asia y África debido a las dinámicas comerciales, y que afectó de forma acumulativa y sucesiva a personas de todas las edades.

### Epidemias como factor cuantitativo destacado
La mayoría de las enfermedades del Viejo Mundo con origen identificado se habrían originado en África o Asia y se introdujeron en Europa de forma paulatina. La viruela se originó en África o Asia,la peste en Asia,el cólera en Asia, la gripe en Asia,la malaria en África y Asia,el sarampión viene de la peste bovina en Asia,la tuberculosis en Asia,la fiebre amarilla en África,la lepra en Asia, la fiebre tifoidea en África,la sífilis en América y África, el herpes en África,el zika en África.

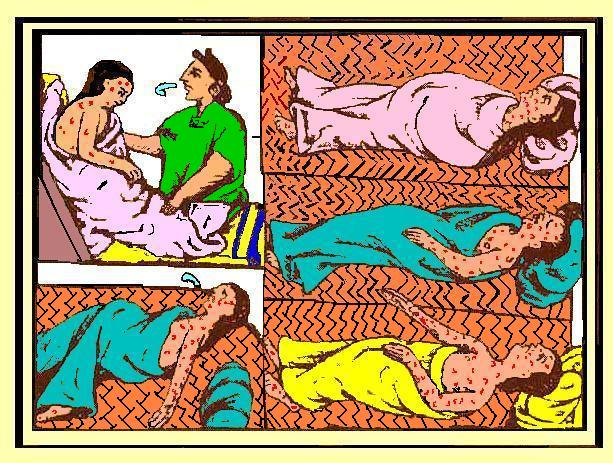
"Epidemia de viruela, Códice Florentino".

Desde la década de 1980, diversos estudios sostienen que las epidemias introducidas tras la llegada de los europeos desempeñaron un papel significativo en el marcado descenso de la población indígena americana. Las estimaciones sobre la mortalidad varían entre el 30 % y el 95 % de la población existente antes del contacto europeo. La mayoría de historiadores coincide en que la violencia de la conquista y las condiciones de la sociedad colonial incidieron en el agravamiento de dicha situación. Algunos autores, como Ricardo Levene, han sostenido visiones distintas.
La demógrafa mexicana Elsa Malvido planteó que en México, entre 1518 y 1540, se habrían producido tres grandes epidemias de viruela (la primera posiblemente también incluyó sarampión), las cuales provocaron una elevada mortalidad, estimada en torno al 80 % de la población.
El historiador hispanista de origen británico Henry Kamen analiza, en su obra Imperio, el impacto demográfico de la colonización española en América. En ella, sostiene que la violencia ejercida por los colonizadores fue evidente, aunque también señala que a los propios españoles no les habría resultado conveniente la desaparición de la población indígena:

La crueldad que emplearon los españoles es incontrovertible. Fue despiadada, brutal y el régimen colonial jamás llegó a tenerla bajo control. Los españoles, por supuesto, no tenían interés alguno en destruir a los nativos; hacerlo, evidentemente, habría socavado su institución básica, la encomienda.
Henry Kamen, Imperio. La forja de España como potencia mundial, ISBN 8403093160, p. 153

Sin embargo, Kamen también argumenta, citando la obra de David Noble Cook, Born to Die. Disease and New World Conquest, 1492–1650, que la violencia ejercida por los europeos no habría sido la principal causa del colapso demográfico de la población indígena, debido a la limitada cantidad de colonos presentes en el continente:

Y sin embargo, la crueldad infligida a los habitantes del Nuevo Mundo fue responsable de sólo una pequeña parte del desastre subsiguiente. Nunca hubo suficientes españoles en América para matar al enorme número de nativos que perecieron. Sin ninguna duda, el motivo principal del catastrófico descenso en la población de las Américas fueron las enfermedades infecciosas llevadas por los europeos. Los nativos del mundo atlántico no se libraron de enfermedades ni de epidemias. Y la invasión europea acarreó nuevas y crueles formas de morir. Las bacterias que portaban los españoles sacudieron la región caribeña tan pronto como Colón desembarcó y alcanzaron el continente incluso antes que Cortés. La primera gran epidemia (de viruela) se produjo en La Española, a finales de 1518, alcanzó México en 1520 y, al parecer, se extendió por América del Norte y probablemente también por el imperio incaico. [...] El impacto directo de las enfermedades fue devastador y así lo registraron los indios en sus crónicas. Hubo otras causas de mortandad masiva, pero todas fueron indirectas o con efectos a largo plazo.

[...] La llegada del europeo, aparte de las brutalidades que pudiera cometer más tarde, parece haber tenido únicamente un pequeño papel en la epopeya de un desastre de proporciones cósmicas. [...] El número total de personas afectadas nunca podrá calcularse con fiabilidad, pero no es exagerado sugerir que, entre los pueblos indígenas del Nuevo Mundo, más de un noventa por ciento de las muertes fueron causadas por enfermedades contagiosas más que por crueldad.
Kamen, H., Imperio. La forja de España como potencia mundial, pp. 154–156

El ecólogo Jared Diamond, en su obra Armas, gérmenes y acero, galardonada con un premio Pulitzer y varios premios al mejor libro científico (como el Royal Society Prize for Science Books), estima que las enfermedades introducidas por los europeos tuvieron un impacto de hasta el 95 % sobre la población nativa:

La viruela, el sarampión, la gripe, el tifus, la peste bubónica y otras enfermedades infecciosas endémicas en Europa tuvieron un papel importante en las conquistas europeas al diezmar a muchos pueblos en otros continentes. Por ejemplo, una epidemia de viruela afectó gravemente a los aztecas tras el fracaso del primer ataque español en 1520 y causó la muerte de Cuitláhuac, el emperador azteca que sucedió brevemente a Moctezuma. A lo largo de América, las enfermedades introducidas por los europeos se extendieron de tribu a tribu mucho antes de la llegada de los propios europeos, causando la muerte de un porcentaje estimado de hasta el 95 % de la población nativa americana existente a la llegada de Colón.
Jared Diamond, Guns, germs and steel - A Short History of Everybody for the Last 13,000 Years, ISBN 978-0099302780, pp. 77-78

Coincide en este enfoque el historiador Alfred Crosby, quien en su libro "Imperialismo ecológico" describe cómo la ecología "europea", consistente en animales, plantas y especialmente infecciones y enfermedades, se implantó en América facilitando el avance europeo:

La viruela cruzó por primera vez (...) a finales de 1518 o comienzo del 1519, y durante los cuatro siglos siguientes desempeñaría un papel esencial en el avance del imperialismo europeo en ultramar. Quizás un papel más importante, porque los indígenas llegaron a utilizar mosquetes y rifles contra los intrusos, pero la viruela rara vez favoreció a los indígenas. Normalmente los intrusos eran inmunes a ella así como a otras enfermedades infantiles del Viejo Mundo, la mayoría de las cuales eran nuevas al otro lado de los océanos.
Alfred Crosby, Imperialismo ecológico: la expansión biológica de Europa, 900-1900, ISBN 8474233674

El investigador Jorge Gelman, en relación con el debate sobre genocidio y catástrofe demográfica en la Conquista de América, señaló:

No estoy seguro de que el término (genocidio) sea el más adecuado, aunque no hay duda sobre la magnitud de la mortalidad entre los pueblos indígenas americanos tras la invasión y conquista europea. Las causas son variadas: desde el punto de vista cuantitativo, lo más grave fueron probablemente las enfermedades, pero estas estuvieron acompañadas por la explotación, las hambrunas, la separación de las familias por los sistemas de trabajo forzado.

En la misma línea, y coincidiendo con Henry Kamen, la historiadora argentina María Sáenz Quesada rechazó las imputaciones de exterminio sistemático argumentando que los europeos dependían de la mano de obra indígena:

No diría que hubo asesinatos masivos, sino enfrentamientos. Los aztecas y Cortés, por ejemplo, lucharon. Masacres deliberadas para eliminar indígenas no hubo, porque estos constituían la fuerza de trabajo que los españoles iban a utilizar.

Robert McCaa también destaca las devastaciones ecológicas como factor agravante de la crisis demográfica:

El papel de las enfermedades no puede entenderse sin considerar el trato severo recibido por la población nativa (migración forzada, esclavitud, exigencias laborales abusivas y tributos elevados) y la devastación ecológica que acompañó la colonización española.

Por otro lado, algunos investigadores como Ward Churchill, profesor de ética y activista étnico, sostienen que, si bien las enfermedades fueron la causa directa que más incidió en la catástrofe demográfica, los europeos habrían agravado intencionalmente sus efectos:

¿Se echaron para atrás aterrados, diciéndose «un momento, hemos de poner coto a todo este proceso, o al menos ralentizarlo en la medida de lo posible, hasta que podamos afrontar una manera de impedir que se propaguen sus efectos?» Ni mucho menos. Su respuesta, en la totalidad del continente, consistió en acelerar la velocidad de propagación extendiéndola en la medida de lo humanamente posible.

Uno de los cuestionamientos señalados a la teoría que atribuye la catástrofe demográfica principalmente a las epidemias es que no existe registro de ninguna pandemia que haya eliminado prácticamente la totalidad de la población de un continente, dado que «por norma, los virus, microbios y parásitos no acaban con la mayoría de sus víctimas»:

Ni siquiera la Peste Negra, símbolo de enfermedad virulenta, fue tan mortífera como se ha sostenido respecto a estas epidemias. La primera incursión de la Peste Negra en Europa, entre 1347 y 1351, constituyó una epidemia clásica en territorio virgen. La mutación acababa de crear la variante pulmonar del bacilo conocido como Yersinia pestis. Sin embargo, ni siquiera en esa ocasión la enfermedad acabó con más de un tercio de sus víctimas.

Estimación del porcentaje de indígenas muertos según la peste:
| Enfermedad      | Fechas    | Porcentaje de mortandad |
| --------------- | --------- | ----------------------- |
| ¿gripe?         | 1494-1514 | 20 %                    |
| viruela         | 1519-1528 | 35 %                    |
| sarampión       | 1531-1534 | 25 %                    |
| tifus           | 1545-1546 | 20 %                    |
| peste neumónica | 1545-1546 | 15 %                    |
| sarampión       | 1557-1563 | 20 %                    |
| viruela         | 1576-1591 | 20 %                    |
| sarampión       | 1576-1591 | 12 %                    |
| tifus           | 1576-1591 | 15 %                    |
| sarampión       | 1595-1597 | 8 %                     |
| sarampión       | 1611-1614 | 8 %                     |
| tifus           | 1630-1633 | 10 %                    |

Tabla con las principales pestes ocurridas con el lugar donde pasaron:
| Fecha                | Enfermedad                                   | Lugar                                    |
| -------------------- | -------------------------------------------- | ---------------------------------------- |
| 1493-1498            | gripe, viruela, etc.                         | La Española                              |
| 1496                 | varias                                       | viaje de vuelta a España                 |
| 1498                 | sífilis                                      | La Española                              |
| 1500                 | varias                                       | La Española                              |
| 1502                 | varias                                       | La Española                              |
| 1507                 | varias pandemias                             | Caribe a Tierra Firme                    |
| 1514-1517            | influenza                                    | Istmo de Panamá                          |
| 1518-1525            | pandemia de viruela                          | Caribe, Yucatán, México, América Central |
| 1554-1556            | "Chavalongo" (probablemente fiebre tifoidea) | Chile                                    |
| 1558-1560, 1562-1565 | pandemia de viruela                          | Río de la Plata, Brasil                  |

Otros factores mencionados incluyen los desplazamientos forzados de población derivados de las políticas de reducción (pueblos de indios, aldeas) y los traslados forzados de mano de obra hacia distintos entornos, así como lo que el historiador Nicolás Sánchez denominó desgana vital, entendida como la reacción psicológica ante la conquista y la desesperanza provocada por el colapso del mundo indígena y la destrucción de economías de subsistencia en algunas sociedades.
Se señala también que las enfermedades pudieron causar mortalidad indirecta debido a efectos como abortos o infertilidad en quienes las padecían o habían padecido. Por ejemplo, una mujer enferma de sarampión presentaba mayores probabilidades de tener hijos con malformaciones o enfermedades. Asimismo, es posible que en varones enfermedades como las paperas y la viruela pudieran ocasionar infertilidad.
Además, se ha documentado que las pestes se propagaron rápidamente, llegando incluso antes que las expediciones militares españolas. Por ejemplo, una epidemia de viruela afectó al Imperio inca en 1524, varios años antes de la llegada de Francisco Pizarro, y las zonas costeras de Colombia registraron brotes desde alrededor de 1500, aproximadamente veinte años antes del establecimiento de asentamientos europeos permanentes.

### Exterminio sistemático
En 2004, el entonces ministro de Defensa de Bélgica, André Flahaut, sostuvo que en América del Norte se cometió el mayor genocidio de la historia mundial. Según sus declaraciones, la disminución demográfica se habría debido principalmente a asesinatos y actos de exterminio, y no tanto a las epidemias. Flahaut presentó sus afirmaciones el 8 de abril de 2004 al dar a conocer un informe del gobierno titulado Genocidios. Una crónica periodística recogió sus declaraciones de la siguiente manera:

...en América del Norte se cometió el mayor genocidio de la historia mundial (...) sólo en América del Norte fueron asesinados 15 millones de indígenas desde que Cristóbal Colón puso pie en este continente en 1492, y sugirió que el exterminio continúa hasta hoy. Otros 14 millones fueron masacrados en América del Sur (...). Aunque la cantidad de víctimas no se puede saber con certeza, sí existen pruebas irrefutables de una campaña deliberada de exterminio, despojo y aculturación de los pueblos nativos, opuestas a distintas teorías negacionistas. Tales teorías sostienen que las enfermedades que mataron a gran parte o la mayoría de los indígenas fueron un subproducto desafortunado del ”contacto” entre culturas.

Por su parte, la Cumbre Continental de Pueblos y Organizaciones Indígenas expresó en su declaración de 2005 que los pueblos indígenas han sido objeto de un proceso histórico de genocidio, colonización y discriminación:

Que los Pueblos Indígenas hemos sido víctimas por quinientos trece años de un proceso de genocidio, colonización y discriminación producto de ideologías y políticas imperiales, mismas que han violado nuestros derechos fundamentales. Cualquier diálogo entre Pueblos Indígenas, el Estado y la Sociedad, debe tomar en cuenta la naturaleza colectiva e histórica de estos derechos.

El periodista y escritor Eduardo Galeano, autor de Las venas abiertas de América Latina, utilizó el término otrocidio como equivalente de genocidio y manifestó que los pueblos indígenas americanos fueron víctimas de violencia y saqueo tanto en el pasado como en contextos contemporáneos:

Al principio, el saqueo y el otrocidio fueron ejecutados en nombre del Dios de los cielos. Ahora se cumplen en nombre del dios del Progreso. Sin embargo, en esa identidad prohibida y despreciada fulguran todavía algunas claves de otra América posible.

América, ciega de racismo, no las ve.

El historiador Oreste Carlos Cansanello, de la Universidad Nacional de Luján, al referirse a la controversia sobre el uso del término genocidio en relación con la conquista de América, sostuvo que si bien no se trató de una campaña sistemática de exterminio, el resultado de la explotación minera y laboral tuvo consecuencias letales:

[La conquista y colonización de América fue] una cruzada de evangelización, pero el principal objetivo fue la cruzada por la extracción de metales y eso derivó en la muerte de millones de habitantes, una muerte que no fue precisamente accidental, por eso fue un genocidio... Desde ningún punto de vista es salvable el genocidio indígena como ningún otro genocidio.

En contraste, el historiador argentino Félix Luna expresó su desacuerdo con calificar la conquista como el mayor genocidio de la historia, señalando lo siguiente respecto a una nota publicada por la agencia oficial de noticias bajo ese título:

Es sesgada y unilateral. Por supuesto que, al hablar de conquista, hubo violencia y crueldades, pero decir que fue el mayor genocidio de la historia es una exageración, y me asombra.

## Consecuencias del colapso demográfico

### Derrota de los imperios azteca e inca
Cuando Cristóbal Colón llegó a América, la población conjunta de los pueblos español y portugués no alcanzaba los 10 millones de personas, y en toda Europa vivían entre 57,2 y 70 millones. Las estimaciones sobre la población total de los pueblos originarios varían considerablemente; una de ellas, realizada por Henry Dobyns, la sitúa en 110 millones.
Según diversas estimaciones, los pueblos mexica e inca contaban cada uno con poblaciones mayores que las de españoles y portugueses en el momento del contacto. Treinta años más tarde, la población de origen ibérico ya superaba a la de mexicas y quechuas, y un siglo después superaba a la población indígena de América en su conjunto.
En este contexto, se ha planteado que la persistencia de las culturas e imperios precolombinos se volvió improbable. Se ha señalado que España, que inicialmente contaba con menos de la mitad de la población de México, veinte años después había duplicado su número y, al cabo de un siglo, tenía más de diez veces la población de la región. A partir de estos datos, algunas interpretaciones consideran que el impacto demográfico fue un factor determinante en el colapso de las sociedades indígenas, y que la incidencia de los factores militares o culturales en el proceso de conquista fue relativamente menor.
El historiador estadounidense Charles Mann ha señalado que España «no habría vencido al Imperio [azteca] si, mientras Cortés construía las embarcaciones, Tenochtitlán no hubiera sido arrasada por la viruela en la misma pandemia que posteriormente asoló el Tahuantinsuyu [...] La gran ciudad perdió al menos la tercera parte de población a raíz de la epidemia, incluido Cuitláhuac».
Un proceso similar se documenta en el caso del Imperio inca, que fue derrotado por Francisco Pizarro en 1531. La primera epidemia de viruela se produjo en 1529 y causó la muerte, entre otros, del emperador Huayna Cápac, padre de Atahualpa. Otras epidemias de viruela se registraron en 1533, 1535, 1558 y 1565, además de brotes de tifus en 1546, gripe en 1558, difteria en 1614 y sarampión en 1618. Según Dobyns, estas epidemias habrían causado la muerte del 90 % de la población del Imperio inca.

El milagroso triunfo de este conquistador, y de Cortés, a quien con tanto éxito emuló, se debió en buena parte a los triunfos del virus de la viruela
Alfred Crosby.

En Nueva España, uno de los momentos más críticos de la caída demográfica se produjo tras las grandes epidemias de cocoliztli y matlazáhuatl en 1576 y 1581, respectivamente, cuando la población indígena se redujo a cerca de un millón de personas. Durante el siglo XVII, la población comenzó a estabilizarse mediante un aumento del mestizaje y una mayor inmigración europea. A mediados del  siglo XVIII, la población se habría recuperado hasta alcanzar una cifra aproximada de 20 millones de habitantes, similar a la estimada para Mesoamérica en el momento del contacto (1519).

## Perspectivas críticas sobre la teoría
Según los investigadores José Manuel Azcona Pastor y Jorge Chauca García, la propuesta de catástrofe demográfica desarrollada por la denominada escuela estadounidense de California constituye un planteamiento historiográfico característico de ciertos sectores académicos del ámbito anglosajón, que interpretan negativamente el proceso de colonización española en América, y que, en opinión de estos autores, no se apoya en evidencia documental concluyente.
Azcona Pastor y Chauca García consideran que estudios contemporáneos contradicen esta interpretación, calificando el concepto de catástrofe demográfica como una falacia. Señalan como problemática la relación entre la población estimada en América antes de la llegada europea y las técnicas agropecuarias de las civilizaciones precolombinas, que, según estos investigadores, eran limitadas en comparación con desarrollos posteriores. Desde esta perspectiva, resultaría inviable que una población cercana a los 100 millones de personas pudiera sostenerse bajo tales condiciones. Añaden que una parte significativa de los pueblos precolombinos eran nómadas o seminómadas que dependían de la caza y la recolección. Asimismo, citan censos del siglo XIX relativos a los procesos de independencia en América, los cuales reflejan la composición étnica de la población. En 1825, de los cerca de 35 millones de habitantes de la América española, alrededor de 9 millones (25 %) eran indígenas, aproximadamente 1,5 millones eran criollos o españoles (blancos), y unos 2 millones eran de origen africano. Para ese mismo año, se estima que el 61 % de la población era mestiza, es decir, algo más de 22 millones de personas, entre ellas cerca de un millón de afrodescendientes. Los autores estiman que la población indígena precolombina rondaba los 13 millones de personas, y que hacia 1570, después del periodo inicial de la conquista, esta cifra se redujo a aproximadamente 10 millones. También señalan que estudios genéticos recientes en territorios de antigua colonización británica en Norteamérica indican una baja presencia de herencia genética indígena, mientras que en antiguos territorios colonizados por España, donde el mestizaje fue más común, la ascendencia indígena es predominante.
Asimismo, los autores mencionan que otros investigadores han cuestionado las cifras planteadas por Cook, Borah y otros exponentes de la escuela de California, sugiriendo que estas habrían sido manipuladas para sostener un modelo de “escala descendente y continua”. Sostienen que la reducción poblacional tras el primer impacto de la conquista fue seguida por un periodo de estabilización en el que la monarquía española adoptó medidas de protección hacia la población indígena, reflejadas en la legislación indiana y en diversas políticas de gobierno. Indican que este tipo de políticas no tuvo un equivalente en los procesos de colonización anglosajona y francesa, especialmente en el caso de los Estados Unidos, donde, según esta perspectiva, el mestizaje fue escaso y existieron políticas de traslado forzoso de las poblaciones indígenas, como la Ley de traslado forzoso de los indios.